# Кіносіта Юка
Юка Кіносіта (яп. 木下 ゆうか, нар. 4 лютого 1985) — японська відеоблогерка з поїдання їжі.

## Біографія
Створила основний канал YouTube 21 травня 2014 року, присвячений темі їжі. Другий канал створила 15 квітня 2016 року. Станом на лютий 2018 року, відеоролики Кіносіта були переглянуті більше мільярда разів на основному каналі і більше 22 мільйонів на другому.
Кіносіта завантажує відеоролики щодня. У них вона їсть страви енергетичною цінністю від 5000 до 23 000 калорій. Зазвичай її відеоролики тривають 5-7 хвилин, але іноді вона завантажує довші відео. Наприклад, в одному з відео блогерка разом з'їдає 100 скибок хліба з джемом, 4 відра курки з KFC і цілий кавун вагою 10 кг.
Відеоролики Кіносіта супроводжуються субтитрами англійською. Вона викликала значний інтерес на Заході. Брала участь у японському ток-шоу «Огуї» (яп. 大食い, «ненажера»).
Кіносіта не відчуває позиву до блювання, дефекації і не гладшає, незважаючи на величезну кількість з'їденого. Її шлунок, мабуть, може дуже сильно розтягуватися, а сама вона заявляє, що має дуже швидкий метаболізм. Медичне обстеження не виявило у блогерки серйозних проблем зі здоров'ям.
Юка Кіносіта неодружена, не має дітей.